# František Rygar
František Rygar (27. listopadu 1927 – ???) byl český a československý politik Komunistické strany Československa a poúnorový poslanec Národního shromáždění ČSR.

## Biografie
Ve volbách roku 1954 byl zvolen za KSČ do Národního shromáždění ve volebním obvodu Jeseník. V parlamentu setrval do července 1958, kdy rezignoval a nahradil ho Melichar Formánek. K roku 1954 se profesně uvádí jako lesnický pracovník v obci Domašov.